# Basílica de San Patricio (Dunedin)
La Basílica de San Patricio (en inglés: St Patrick's Basilica) es el nombre que recibe un edificio religioso en South Dunedin, Nueva Zelanda que fue inaugurado en 1894. Se trata de una iglesia católica y fue la primera salida del gótico del arquitecto Francis Petre que se ejemplifica en la catedral de San José, de Dunedin.
El exterior está incompleto y es sólo una sombra de lo que pretendía el arquitecto,  pero el impresionante interior fue culminado por completo. Con la basílica de San Patricio, Petre volvió al estilo del renacimiento Palladio con el que está más asociado. El interior en contraste con el estilo anterior neogótico de la catedral, está ricamente adornado con detalles clásicos.
San Patricio es conocida como un centro de devoción católica en Dunedin. Una gran cantidad de personas que llegaron desde su inauguración a la oración en su camino al trabajo, en su camino a casa, en sus compras, en su camino a recoger a los niños en la escuela. Esta devoción se acentúo (especialmente en las décadas de 1950 y 1970) por la Novena en honor a la Virgen.
La Basílica de San Patricio es uno de varios templos neozelandeses a los que habitualmente se los llama "basílica", sin embargo litúrgicamente no existe en la actualidad ningún templo católico en Nueva Zelanda que ostente oficialmente la dignidad de Basílica menor otorgada por la Santa Sede.